# Llegando al 100%
Llegando al 100% es el undécimo álbum de estudio de la orquesta de salsa colombiana Niche, publicado el 19 de noviembre de 1991 por Sony Discos Internacional. Sus mayores éxitos fueron Mi pueblo natal y Hagamos lo que diga el corazón. El álbum tiene 7 temas inéditos y una nueva versión de "Romeo y Julieta".

## Antecedentes
En 1991, Ándres Viáfara, ex-director musical de Niche y en ese momento director de La Suprema Corte, se encontraba ensayando en las instalaciones de Niche Estudios; cuando Jairo Varela llega y Viáfara le presenta a un joven Willy García, para que el director de Niche pueda contar con el vocalista en cualquier proyecto musical. Varela lo pone a cantar y lo convence, por lo que lo invita a hacer coros para el nuevo disco. En agosto, ingresa a la agrupación el vocalista Carlos Guerrero, integrante de "Alma de Barrio", una de las orquestas filiales del Grupo Niche.

## Lista de canciones
Todas las canciones escritas y compuestas por Jairo Varela. 
| N.º | Título                              | Intérprete(s)   | Duración |  |
| 1.  | «Hagamos lo que diga el corazón»    | Charlie Cardona | 5:03     |  |
| 2.  | «No tuve a quién decirle amor»      | Javier Vásquez  | 5:20     |  |
| 3.  | «El zapato y lo tonto»              | Carlos Guerrero | 4:36     |  |
| 4.  | «No me faltó nada de ti»            | Charlie Cardona | 4:56     |  |
| 5.  | «Droga»                             | Javier Vásquez  | 4:25     |  |
| 6.  | «Tiempo, tiempo»                    | Charlie Cardona | 4:14     |  |
| 7.  | «Romeo y Julieta» (segunda versión) | Charlie Cardona | 5:04     |  |
| 8.  | «Mi pueblo natal»                   | Charlie Cardona | 5:20     |  |

## Créditos

### Músicos
- Bajo: Johnny Torres
- Bongó: Santiago "Chago" Martínez
- Cantantes: Charlie Cardona, Javier Vásquez
- Congas: Denilson Ibarguen, Hector Lopez, Santiago "Chago" Martínez, Diego Galé
- Coros: Carlos Romero, William "Willy" García, Carlos Guerrero, Javier Vásquez, Richie Valdés
- Maracas: Diego Galé
- Piano y teclado: Luis Marín, Julio Cortez
- Timbales: Santiago "Chago" Martínez, Diego Galé
- Trombón 1, 2, 3 y 4: Alberto Barros
- Trompeta 1 y 2: Danny Jiménez

### Producción
- Arreglos y dirección musical: Ángelo Torres, Jairo Varela
- Arreglos: Luis Marín, Julio Cortez (colaboración especial de ambos)
- Mezcla y producción general: Jairo Varela
- Ingeniero de grabación: Guido Machado
- Auxiliar de grabación: Guillermo Varela